# ملكة جمال فرنسا 2022
ملكة جمال فرنسا 2022 هي النسخة الثانية والتسعين من مسابقة ملكة جمال فرنسا، أقيمت المسابقة في 21 ديسمبر 2021 في زينيت دي كاين في كاين، نورماندي، في نهاية الحدث توجت ديان لير من إيل دو فرانس من قبل ملكة جمال السابقة أماندين بيتي من نورماندي، سيواصل الفائز تمثيل فرنسا إما في مسابقة ملكة جمال الكون 2022 أو ملكة جمال العالم 2022.

## النتائج

### المراكز النهائية
| النتائج النهائية     | المتنافسة |
| -------------------- | --- |
| ملكة جمال فرنسا 2022 | - إيل دو فرانس - ديان لير |
| الوصيفة الأولى       | - مارتينيك - فلوريان باسكو |
| الوصيفة الثانية      | - ألزاس - سيسيل ولفروم |
| الوصيفة الثالثة      | - تاهيتي - توماتياتا بوسون |
| الوصيفة الرابعة      | - النورماندي - يسرى عسكري |
| أفضل 15              | - آكيتين - أمبر أندريو - لا ريونيون - دانا فيرين - كورسيكا - إيما رينوشي - كوت دازور - فاليريا بافلين - غويانا الفرنسية - ميليسا ستيفنسون - لانغدوك روسيون - ماريون راتي - لورين - مارين سوفاج - نور با دو كاليه - دوناتيلا مدين - بايي دو لا لوار - لاين كارفالو - رون ألب - شارلوت فور |

### الخلفية

#### اختيار المكان
بحلول يوليو 2021 ، أكدت زينيت دي كاين في كاين أن المكان كان من المقرر أن يستضيف مسابقة ملكة جمال فرنسا 2022 في 11 ديسمبر 2021 ، على الرغم من أن لجنة ملكة جمال فرنسا لم تؤكد ذلك.

#### اختيار المتسابقين
بعد الانسحاب من ملكة جمال فرنسا 2021 بسبب جائحة فيروس كورونا في فرنسا ، ستعود تاهيتي إلى المنافسة. ومع ذلك سينسحب واليس وفوتونا من المنافسة ، بعد عودتهما لأول مرة منذ 2005 في نسخة 2021. لم يتم تذكر أسباب انسحابهم، لكن لم يتم تضمينها في قائمة المناطق المتنافسة في طلب المصممين المهتمين بتصميم الزي الإقليمي للمتسابق.

### المتسابقات
```
تم تأكيد مشاركة 29 متسابقة في هذا العام.
```

| منطقة             | المتسابقة       | العمر | الطول                      | مسقط رأسها      | ملاحظات                                                           |
| ----------------- | --------------- | ----- | -------------------------- | --------------- | ----------------------------------------------------------------- |
| ألزاس             | سيسيل ولفروم    | 23    | 1.74 م (5 قدم 8 1⁄2 بوصة)  | ستراسبورغ       | الوصيفة الثانية                                                   |
| آكيتين            | أمبر أندريو     | 22    | 1.78 م (5 قدم 10 بوصة)     | بوردو           | أفضل 15                                                           |
| أوفيرني           | آنايس فيرستشاك  | 24    | 1.77 م (5 قدم 9 1⁄2 بوصة)  | بومونت          |                                                                   |
| بريتاني           | سارة كونان      | 22    | 1.74 م (5 قدم 8 1⁄2 بوصة)  | Lézardrieux     |                                                                   |
| بورغندي           | كلوي غاليسي     | 21    | 1.73 م (5 قدم 8 بوصة)      | شالون سور ساون  |                                                                   |
| سانتر-فال دو لوار | جايد لانج       | 19    | 1.75 م (5 قدم 9 بوصة)      | Malesherbes     |                                                                   |
| شامبان - أردان    | لينا ماسينجر    | 20    | 1.70 م (5 قدم 7 بوصة)      | رانس            |                                                                   |
| كورسيكا           | إيما رينوشي     | 18    | 1.76 م (5 قدم 9 1⁄2 بوصة)  | باستيا          |                                                                   |
| كوت دازور         | فاليريا بافلين  | 24    | 1.85 م (6 قدم 1 بوصة)      | نيس             | أفضل 15، شقيقة ماريا بافلين ملكة جمال كوت دازور 2016              |
| إفرنش كمته        | جولي كريتين     | 21    | 1.70 م (5 قدم 7 بوصة)      | Bouverans       |                                                                   |
| غويانا الفرنسية   | ميليسا ستيفنسون | 19    | 1.71 م (5 قدم 7 1⁄2 بوصة)  | ريمير-مونتجولي  |                                                                   |
| غوادلوب           | لوديفين ادموند  | 20    | 1.77 م (5 قدم 9 1⁄2 بوصة)  | غوربير          |                                                                   |
| إيل دو فرانس      | ديان لير        | 24    | 1.77 م (5 قدم 9 1⁄2 بوصة)  | باريس           | ملكة جمال فرنسا 2022                                              |
| لانغدوك روسيون    | ماريون راتي     | 20    | 1.72 م (5 قدم 7 1⁄2 بوصة)  | ريديسان         |                                                                   |
| ليموزان           | جولي بيف        | 23    | 1.71 م (5 قدم 7 1⁄2 بوصة)  | Meilhards       |                                                                   |
| لورين             | مارين سوفاج     | 23    | 1.75 م (5 قدم 9 بوصة)      | Ars-sur-Moselle | أفضل 15                                                           |
| مارتينيك          | فلوريان باسكو   | 19    | 1.71 م (5 قدم 7 1⁄2 بوصة)  | لو لامنتين ‏     | الوصيفة الأولى، شقيقة رياضي سباقات المضمار والميدان ديميتري باسكو |
| مايوت             | آنا أوسيني      | 24    | 1.70 م (5 قدم 7 بوصة)      | Sada            |                                                                   |
| ميدي بيرينه       | هانا فريكونيه   | 22    | 1.70 م (5 قدم 7 بوصة)      | Labruguière     |                                                                   |
| كاليدونيا الجديدة | إيمي تشينين     | 18    | 1.75 م (5 قدم 9 بوصة)      | لا فوا          |                                                                   |
| نور با دو كاليه   | دوناتيلا مدين   | 21    | 1.74 م (5 قدم 8 1⁄2 بوصة)  | لامبيرسارت.     | أفضل 15                                                           |
| النورماندي        | يسرى عسكري      | 24    | 1.72 م (5 قدم 7 1⁄2 بوصة)  | روان            | الوصيفة الرابعة                                                   |
| بايي دو لا لوار   | لاين كارفالو    | 20    | 1.78 م (5 قدم 10 بوصة)     | Blain           | أفضل 15                                                           |
| بيكاردي           | حياة القرماوي   | 21    | 1.72 م (5 قدم 7 1⁄2 بوصة)  | كومبيين         |                                                                   |
| بواتو شارنت       | لوليتا فيراري   | 24    | 1.71 م (5 قدم 7 1⁄2 بوصة)  | روشفور          |                                                                   |
| بروفنس            | إيفا نافارو     | 19    | 1.70 م (5 قدم 7 بوصة)      | ايستر           |                                                                   |
| لا ريونيون        | دانا فيرين      | 22    | 1.73 م (5 قدم 8 بوصة)      | Sainte-Suzanne  | أفضل 15                                                           |
| رون ألب           | شارلوت فور      | 20    | 1.73 م (5 قدم 8 بوصة)      | بيفيرس          | أفضل 15                                                           |
| تاهيتي            | توماتياتا بوسون | 24    | 1.81 م (5 قدم 11 1⁄2 بوصة) | بايا            |                                                                   |